# Wilhelm von Widenmann

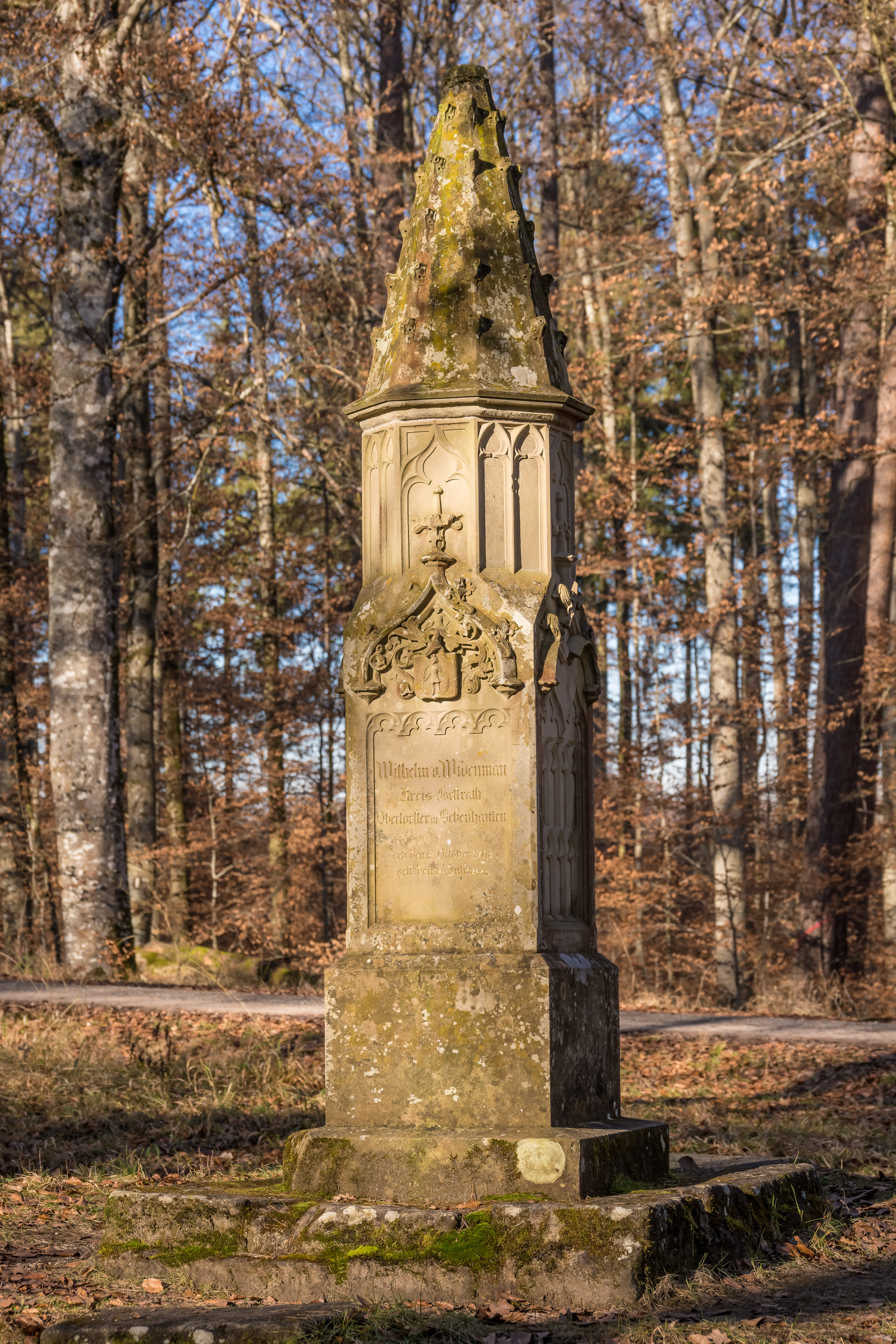
Widenmann-Denkmal bei Bebenhausen

Wilhelm Widemann, ab 1836 von Widenmann, (* 18. Oktober 1798 in Calw; † 14. Juli 1844 in Bebenhausen) war ein württembergischer Forstwissenschaftler an der Universität Tübingen und Förster in Bebenhausen.

## Leben und Werk
Nach seinem Abitur 1813 in Stuttgart absolvierte Widenmann eine Ausbildung im Rechnungswesen. 1818 trat er zum Studium in die vom Württembergischen Königshaus gegründete Forstliche Lehranstalt des Forst- und Jagdwesens und seiner Hilfswissenschaften ein. 1822 schloss er seine Ausbildung mit Zusatzstudien an der Eberhard Karls Universität Tübingen mit dem Staatsexamen ab.
Nach Studienreisen durch bedeutende Waldgebiete Deutschlands wurde er 1822 zum Privatdozent für Forstwissenschaft an der Universität Tübingen ernannt. Widenmann setzte sich für die Entwicklung des Systems der Forstwissenschaften ein und half mit, diese an der Universität zu etablieren. Gleichzeitig übernahm er als Förster das Revier Bebenhausen mit seinen bedeutenden Schönbuch-Arealen. 1829 wurde er zum ordentlichen Professor an der Universität Tübingen ernannt. Ihm wurde zusätzlich das Lehrfach Landwirtschaft zugeteilt. Er setzte sich insbesondere für die Wiederaufforstung der übernutzten Schönbuch-Wälder ein. 1836 wurde er mit dem Ritterkreuz des Ordens der Württembergischen Krone geehrt, womit der persönliche württembergische Adel (Nobilitierung) verbunden war. Widenmann war der Herausgeber der Forstlichen Blätter für Württemberg.

## Politik
Widenmann war 1833 für den Wahlbezirk Oberndorf und von 1833 bis 1838 für den Wahlbezirk Tübingen-Amt Mitglied des Württembergischen Landtags.

## Denkmal
Das Widenmann-Denkmal, das am 7. November 1847 im Schönbuch von seinen Freunden und Verehrern enthüllt wurde, befindet sich an der Goldersbachstraße im Schönbuch westlich von Bebenhausen. Außer dem Denkmal erinnern viele von ihm wiederaufgeforstete Flächen im Schönbuch an den Forstmann.

## Veröffentlichungen (Auswahl)
- Das System der Forstwirtschaft.  Als Grundriß zum Gebrauch akademischer Vorlesungen bearbeitet und mit Bemerkungen über die Methode des Studiums der Forstwissenschaft begleitet. Laupp, Tübingen 1824.
- Ueber den Zwek und Begriff der Forstwirthschaft. Eine historisch-kritische Abhandlung. Laupp, Tübingen 1826.
- (Hrsg.): Forstliche Blätter für Würtemberg. Laupp, dann Fues, Tübingen 1828–1842.
- (Übers.): Alexandre Moreau de Jonnés / Untersuchungen über die Veränderungen, die durch die Ausrottung der Wälder in dem physischen Zustand der Länder entstehen. Osiander, Tübingen 1828.
- Ueber die Mittel zur Befoerderung der Landwirthschaft und ihre Anwendung in Würtemberg. Osiander, Tübingen 1831.
- Geschichtliche Einleitung in die Geschichte der Forstwissenschaft. Osiander, Tübingen 1837.